# Gaurax agilis
Gaurax agilis är en tvåvingeart som först beskrevs av Malloch 1930.
Gaurax agilis ingår i släktet Gaurax och familjen fritflugor. Artens utbredningsområde är Samoa. Inga underarter finns listade i Catalogue of Life.